# Mika (cantante)
Michael Holbrook Penniman Jr., (Beirut, Líbano; 18 de agosto de 1983), más conocido como Mika,  es un cantante y compositor británico-libanés nacionalizado estadounidense, ganador del World Music Awards, Brit Awards y nominado al Premio Grammy. En 2006, Mika debutó con el sencillo «Grace Kelly».
Nacido en Beirut, Líbano, y criado en París y Londres, el cantante posee registro vocal de barítono ligero y regularmente utiliza su registro de falsete, debido a que antes de ser cantante pop y compositor, fue un niño cantante de ópera y participó en varios musicales.
En su debut oficial como cantante en 2007, Mika firmó un contrato con la discográfica Casablanca Records y Universal Music.
El cantante puede hablar fluidamente cuatro idiomas: inglés, francés, español e italiano.
Europa es el continente en donde su popularidad es mayor. En algunos países, como en Francia, es casi considerado como un cantante nacional. Es por esto que tiene muchas canciones en el idioma francés. También aparece regularmente en televisión, revistas y medios de comunicación franceses. En Italia siempre ha sido considerado como uno de los mejores cantantes, tanto así que en 2015 el cantante tuvo su propio programa de televisión, que fue transmitido a nivel nacional; posteriormente en 2017 estrena su segunda temporada. 
La carrera de Mika se inició después de grabar su primer EP: Dodgy Holiday, para después lanzar su primer álbum de estudio en el 2007 Life in Cartoon Motion, que bajo la firma de Island Records vendió más de 8 millones de copias alrededor del mundo.
Ha recibido varios premios; entre ellos: "Artista revelación y más vendido" en los World Music Awards del 2007, "Artista revelación británico" en los Brit Awards del 2008, "Best Male International Artist" en los NRJ Music Awards 2012. Mika fue también nominado al premio al premio Grammy por su tema Love Today.
En 2009 lanzó un segundo EP: Songs for Sorrow, una edición limitada que actualmente se encuentra agotada; En el mismo años salió su siguiente álbum, The Boy Who Knew Too Much.
Tras finalizar su gira mundial, Mika presentó su tercer álbum titulado The Origin of Love, que fue lanzado el 16 de septiembre de 2012.
Desde 2013 a 2017, Mika ha sido juez y entrenador en varios shows de televisión de Europa: en X Factor de Italia y en The Voice de Francia.
Después de un descanso de 2 años (en la música) desde su tercer álbum, se dedicó a preparar su cuarto álbum, asegurando que volvería a ser como los primeros. En junio del 2014, lanza el primer sencillo de su nuevo álbum, titulado Boum Boum Boum, una canción completamente en francés que posteriormente fue subida a YouTube como vídeo oficial, el cual consta de varias escenas grabadas en España y que parecen ser una secuencia de películas de Hollywood. Después aparece Talk About You, otra canción perteneciente a su nuevo álbum.
El 15 de junio de 2015 lanza su cuarto álbum titulado No Place In Heaven, marcando el regreso de Mika a los escenarios y gira mundial titulada Heaven Tour.
Mika es conocido por ser uno de los primeros cantantes que salieron de internet y se hicieron famosos; por sus canciones llenas de felicidad y ritmo; por su voz y timbre de barítono ligero que puede alcanzar varios tonos mientras canta en vivo; y por su estilo al vestir y presentar sus álbumes y conciertos. Además el cantante tiene un gusto por la moda muy ecléctico.
Otro aspecto por el que se lo conoce es por su forma de comportarse en cuanto a su vida privada. Es una persona tímida y carismática que aprecia mucho a sus admiradores.
Su vídeo con más vistas en la plataforma de YouTube es hasta ahora el éxito Popular Song, junto la cantante Ariana Grande.
En 2022 MIKA presentó el Festival de la Canción de Eurovisión junto a Laura Pausini y Alessandro Cattelan en Torino, Italia.

## Biografía

### Niñez y Juventud
Su madre es de ascendencia libanesa y siria, su padre es estadounidense: Joannie y Michael Holbrook Penniman. Su padre era un banquero y diplomático, su madre era quien se encargaba de cuidar a los niños. Mika es el tercero de cinco hijos (tiene 2 hermanas mayores y dos hermanos menores) llamados: Yasmine, Paloma, Zuleika y Fortuné.
Sobre su nombre artístico, Mika declaró:

Nací como Michael, que fue el nombre que me puso mi padre y si lo uso sería para esconderme, pero mi madre quiso que me llamaran Mika y aquí estoy.
 MIKA

Su hermana Yasmine es una destacada diseñadora, conocida por el seudónimo DaWack. Ella junto a Mika han realizado los diseños de las portadas para los álbumes del cantante. Actualmente, Yasmine se dedica al diseño de moda. Su hermano Fortuné es arquitecto.
Los primeros años en la vida de Mika fueron complicados. Nació durante la Guerra Civil Libanesa, por lo cual su familia decidió dejar el país ese mismo año. Su familia se trasladó a Chipre y luego a París (en donde vivió hasta la edad de nueve años).
Mika tuvo problemas durante su etapa escolar primaria, asistió al Liceo francés Charles de Gaulle. El cantante ha declarado que fue víctima de acoso escolar constantemente.
A la edad de nueve años sus padres descubrieron que tenía dislexia, lo cual provocó que tuviera más dificultades en la escuela. En aquella época, incluso sus padres llegaron a pensar que era autista, lo cual no fue confirmado.
Decididos a tener una mejor vida y ayudar al pequeño Michael, cuando este cumplió 10 años, se mudaron a Londres, donde tienen su casa y viven hasta la actualidad.
Cuando Mika tenía 10 años, su madre contrató un profesor de ópera ruso llamado Alla Ardavok, quien le enseñó canto y lo ayudó a desarrollar su particular registro de soprano; lo que hizo que desde los 11 años ya cantara como contratenor o sopranista. Al mismo tiempo, Mika se interesó en los instrumentos musicales y uno de los que aprendió a tocar a la perfección fue el piano. A esa edad y por su talento llegó a cantar solos de ópera en el Royal Albert Hall de Londres.
A los 14 años, Mika fue elegido para participar en la ópera The Pilgrim's Progress, interpretando el papel del hijo del leñador, y tuvo una presentación digna de muchos aplausos en la Royal Opera House de Londres.
Al pequeño niño soprano le cambió un poco la voz al siguiente año, por lo que tuvo que seguir estudiando y practicando música para mantener su registro vocal y seguir cantando. Es por esto que Mika cree en el poder de la transformación. Desde entonces y hasta la actualidad su canto y su voz calzan con la de un sopranista o barítono ligero.
En su juventud se matriculó en la London School of Economics para estudiar la carrera de Economía, pero no duró mucho estudiando sólo eso y dos semanas después estaba también estudiando música en el Royal College of Music de Londres.
Mientras intentaba estudiar la carrera de Ciencias Económicas, pasaba horas estudiando música. Llegó a ser un experto con el piano y pagaba sus cuentas de estudios escribiendo e interpretando jingles publicitarios. La aerolínea 'British Airways' y los chicles 'Orbit' fueron algunos de sus primeros clientes.

### Su inicio complicado en la carrera como cantante y posterior éxito
Mientras estudiaba en el Royal College of Music, Mika ya tenía compuesto algo de su trabajo, por lo cual envió sus primeras canciones a varias empresas discográficas; pero fueron rechazadas todas. Él comentó que lo rechazaban diciéndole que su música era «poco convencional, con una alegría extrema y que además era muy melódica» que «No tenía futuro en la música», le dijeron «Márchate y tráenos un éxito».
Pero él cuenta que esto no lo desanimó. El cantante se propuso que sus canciones fueran escuchadas:

No me importó lo que piensen de mis canciones, si eran demasiado melódicas o las letras eran demasiado felices, decidí que fueran escuchadas.
 MIKA

Continuó trabajando en lo que sería su discografía. Tenía terminada la canción llamada Grace Kelly, para la cual se inspiró en los rechazos de las compañías discográficas. El tema demoró en convertirse en un éxito. El cantante decidió crearse una cuenta en My Space para mostrar su talento a sus amigos, conocidos y a todas las personas que ya empezaban a seguirlo. Grace Kelly se hizo popular primero gracias a la gente, no a los medios. Curiosamente tras ser rechazado por varias discográficas, medio millón de personas ya lo escuchaban a través de Internet.

Siempre recordaré que una noche me acosté y solo 351 personas habían escuchado la canción. Cuando me levanté por la mañana ya eran 58.000. Yo pensaba que había un error. Y de ahí pasó a 320.000.
MIKA

El número de personas que escucharon su canción aumentó; empezaban a salir artículos en diferentes blogs y reportajes de televisión acerca del hit que se comenzaba a propagar por internet elogiando su voz y comparándolo hasta con el mismísimo Freddie Mercury. Luego de eso y al ver la popularidad del cantante, la compañía Casablanca Records decidió contratarlo.
El cantante viajó a Los Ángeles para la grabación de su primer álbum llamado Life in Cartoon Motion editado por Island Records UK. Ese álbum contiene canciones escritas y compuestas por él mismo. La portada del álbum fue creada por él y diseñada por su hermana.
Su primer álbum fue un éxito instantáneo, Grace Kelly fue número 1 en el Reino Unido y estuvo mucho tiempo en el top 100 de Estados Unidos. Pronto fue ganador de varios discos de oro en Europa y los Estados Unidos, donde se presentó desde la cadena MTV.
Tras su éxito, Mika fue nominado y ganó en la categoría "Artista revelación" y "Artista más vendido" en los World Music Awards del 2007, "Mejor artista internacional" en los Brit Awards, y también fue nominado al Grammy por su canción Love Today de su álbum debut en el 2008.
Desde entonces ha sido ganador de discos de oro en varios países de Europa, especialmente en Italia y Francia (países en donde tiene la mayor cantidad de fanes). También ha ganado triple disco de platino en España.
Grace Kelly vendió casi tres millones de copias en todo el mundo y fue la canción que lo lanzó a la fama.
La letra de la canción Grace Kelly es un manifiesto contra las discográficas que lo rechazaron y una declaración para que la felicidad vuelva a ser considerada un valor corriente. << No se puede estar como un loco demostrando ser feliz >> asegura Mika, quien para el rodaje del vídeo de esa canción, convocó a sus más cercanos amigos, a sus hermanos y padres, los cuales aparecen en el vídeo. Desde ahí empezó su carrera triunfal en la música.

No empecé a hacer música por ambición, sino porque siempre me resultó la manera más fácil de contar una historia o hablar de mi realidad.
 MIKA a sus fans en sus redes sociales.

En 2007 firmó un contrato con "Casablanca Records" que edita bajo el sello de Island Records UK (Universal).
Su álbum debut 'Life In Cartoon Motion' fue Disco de platino en España y cinco veces Disco de platino en Inglaterra.
Su segundo álbum 'The Boy Who Knew Too Much' fue lanzado en 2009, vendiendo millones de copias. Para este álbum también compuso y escribió la mayoría de las canciones y la portada fue diseñada por su hermana.
En 2012 lanza su tercer álbum "The Origin of Love" con canciones escritas por él mismo y que incluía una canción en francés escrita por el famoso compositor francés, Dorian.
En 2014 lanza el sencillo "Boum boum boum" (en francés) que pertenece a su nuevo álbum, luego aparece el sencillo "Talk about you" y "Last party".
El regreso de Mika y su cuarto álbum titulado "No Place In Heaven" fue el 16 de junio de 2015, éxito total en Europa, inició su gira mundial HeavenTour que duró hasta octubre del 2016.

## Trayectoria

### 2007 - 2008

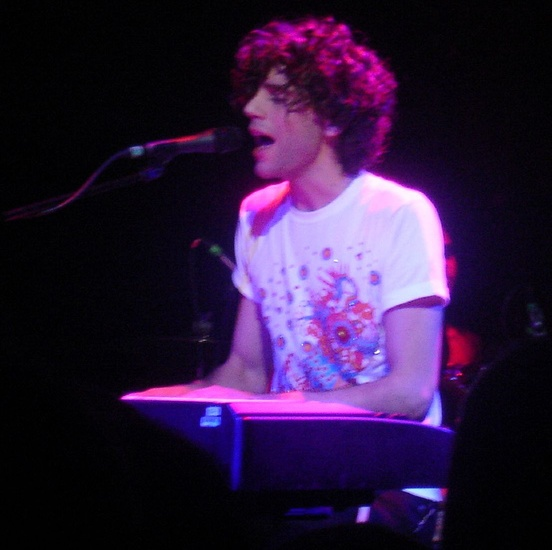
Mika en el teclado durante un concierto en el salón The Troubadour en 2007.

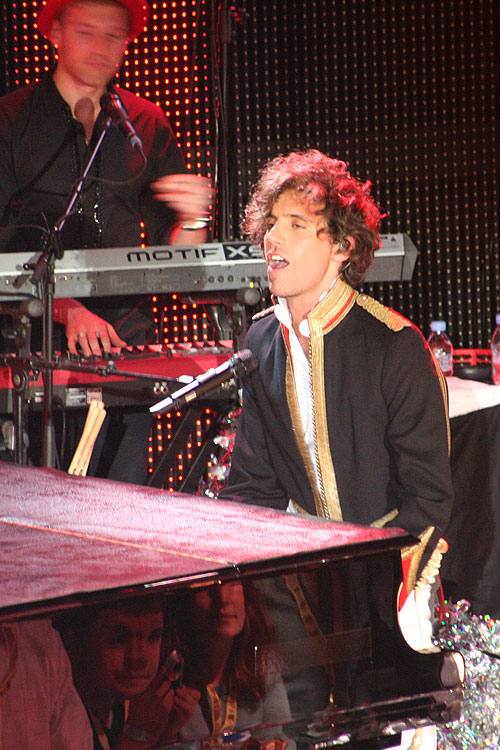
Mika durante una presentación en Bélgica en 2009.

- En abril de 2007 empieza a planear sus giras. Es el artista más prometedor del año según la encuesta anual que realiza la BBC entre más de 130 profesionales independientes del mundo de la música y los medios de comunicación británicos. En el Top 10 de esa encuesta, que suele ser bastante certera, están algunos de los grupos y músicos que tienen más posibilidades de triunfar y dar que hablar en el 2007 como Klaxons, The Twang, Air Traffic, Cold War Kids, Ghosts o The Rumble Strips.

Según él dijo, su tema, Grace Kelly lo escribió inspirado en el rechazo de la prensa y las compañías discográficas, debido a que cuando lo escucharon recibió críticas y lo empezaron a comparar por su parecido en la voz a Freddie Mercury, entonces él decidió sacar este tema donde dice que:

Puedo ser cualquier cosa que quieras...
 MIKA en su canción Grace Kelly.

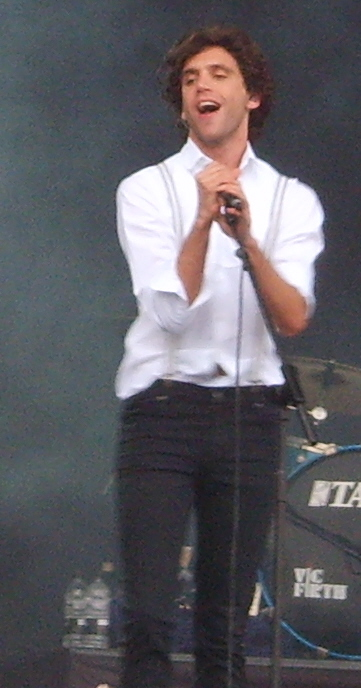
Mika en un concierto.

Mika hizo una gira por Estados Unidos en junio del 2007, teniendo como teloneras a Sara Bareilles y Natalia Lesz.
La banda de Mika estuvo formada por Martin Waugh (guitarra, coro, triángulo eléctrico), Jimmy Sims (bajo, coro), Cherisse Osei (batería) y David Whitmey (teclado) y Erika Footman, más conocida como iMMa (corista).
- En enero de 2008, Mika, Take That y Leona Lewis encabezaron las nominaciones a los premios Brit Awards de la música británica, que se entregaron en una gala el 20 de febrero. El artista libanés solo fue premiado como el mejor artista revelación en directo (British Breakthrough Act).

- El 4 de julio de 2008 se realizó el gran concierto en el Parc des Princes París ante 55.000 personas. Inicialmente el concierto iba a ser para una cadena de radio, la cual iba a tener varios cantantes incluyendo a Mika; pero los fanes al enterarse de que Mika iba a estar en el concierto compraron todas las entradas. Al poco tiempo, la representante de Mika se dio cuenta de que los boletos ya habían llenado la capacidad del estadio y decidió que sería un concierto solo de él. Este concierto fue planeado con mucha anticipación a la fecha, Mika y su hermana personalmente hicieron el diseño de la gran escenografía. El día del concierto, dejó a su público asombrado, tanto por la escenografía, el show, los elementos utilizados y por su voz en vivo. Actualmente ese concierto se encuentra a la venta en DVD, el cual incluye material acerca de como se creó este gran espectáculo. El DVD Mika Parc des Princes París es actualmente uno de los conciertos más memorables de Mika ya que este fue creado e idealizado por él.

- Durante varios de sus conciertos, la artista electropop francesa Yelle, de gran éxito en su país natal y símbolo mundial del Tecktonic y el Eurodance, fue telonera de Mika, llegando así a conocerse entre ellos y compartir escenario durante un tiempo.

### 2009 - 2011
- Antes de su segundo álbum de alcance mundial, en mayo de 2009, estuvo en las tiendas Songs for Sorrow, un sencillo de cuatro canciones grabadas en acústico, de edición limitada.
- Mika dijo que su disco, The Boy Who Knew Too Much, hace referencia a un episodio de Los Simpsons, serie de la que el cantante se ha declarado fan confeso.

También Mika ha rediseñado completamente la versión art, modificándolos por una composición afín al arte utilizado en la tapa de su primer álbum. El disco salió a la venta el día 18 de septiembre en Europa y el 22 de septiembre de 2009 fue su estreno mundial. El CD contiene el sencillo We are Golden y este disco se pudo comprar en varios formatos, uno que contiene el disco en formato sencillo, y otro en digipak, que porta en su interior el disco, más un directo realizado por Mika, en los que repasa temas de su nuevo disco junto a otros éxitos anteriores.
- Hugo Boss escogió a Mika para ser la imagen publicitaria de su fragancia Boss Man.
- En marzo de 2010 la marca de gaseosas Coca Cola lanzó una botella de 25 cl con un diseño típico de Mika, que realizó con su hermana Yasmine. El objetivo es recaudar fondos con fines solidarios con la venta de la Happiness Bottle.[17]
- Mika anuncia su gira mundial, recorrió junto a su banda varias ciudades de Europa, Norteamérica y Asia, llenando muchos estadios.
- En marzo de 2010 sacó un nuevo sencillo que fue parte del soundtrack de la película Kick-Ass, llamado del mismo modo. En noviembre del mismo año, se presentó junto a la banda Scissor Sisters en el festival Santiago Urbano Electrónico (SUE), en el Hot Festival en Buenos Aires y en el festival de Terra en Brasil.
- Tras finalizar su gira mundial Mika comenzó a escribir y grabar material para su tercer álbum, afirmando que sería «pop más simple, con menos capas que el anterior».
- El 16 de junio de 2011, Mika confirmó que el nombre de su tercer álbum sería The Origin of Love, aludiendo a que el CD tendrá 12 temas relacionados con el amor en distintos tonos. También declaró que el estilo musical de este nuevo álbum tendría elementos de Fleetwood Mac y Daft Punk.
- El primer sencillo del tercer álbum fue Elle Me Dit, la primera canción en francés de Mika. Fue lanzado en línea el 1 de julio de 2011.

### 2012 - 2013
- El 8 de junio de 2012, una segunda canción escrita por Mika y que pertenecería a su tercer álbum titulada "Make You Happy", se estrenó en forma de cortometraje en su canal oficial de You Tube.
- El 15 de junio de 2012, Mika anunció el lanzamiento de Celebrate, que cuenta con la colaboración de Pharrell Williams, como el primer sencillo de su tercer álbum The Origin of Love.
- The Origin Of Love —en español, El origen del amor— es el tercer álbum de estudio del cantante Mika. Su lanzamiento tuvo lugar el 16 de septiembre de 2012 bajo el sello de Island Records.
- El video de la canción Underwater de su tercer álbum fue filmado en Los Ángeles durante la tercera semana de octubre, y se estrenó el 21 de noviembre de 2012.
- El video musical de la canción The Origin Of Love fue filmado completamente en Chile y fue subido en el canal oficial de Mika, el 15 de septiembre de 2012.

#### Popular Songjunto a Ariana Grande
- La versión original de la canción escrita por Mika, Popular Song está disponible en su tercer álbum de estudio The Origin of Love, con la voz de Priscilla Renea quien también colaboró en la letra del tema. Esta versión está basada en la canción original del famoso musical Wicked e incluye palabras explícitas como Bitch y Shit.

Para la otra versión, Mika decidió cambiar totalmente la canción para ser lanzada como sencillo y crear algo similar a sus anteriores sencillos como Grace Kelly.
La canción fue muy editada para su lanzamiento como sencillo, completamente reorganizando la instrumentación, tiempo y la eliminación de la palabra Bitch y Shit de la letra original, además Mika quería contar con la colaboración de una cantante y voz femenina, para esto, Mika había observado el trabajo de una nueva actriz estadounidense que cantaba muy bien y aunque ella en ese tiempo no era tan famosa y solo cantaba covers, ya había lanzado una canción que agradó mucho a Mika. Entonces le pidió a la joven actriz, bailarina y cantante estadounidense, Ariana Grande que colaborara con él en la canción. En esta versión se quitaron las palabras explícitas, y el instrumental y el tiempo son totalmente diferentes.
La canción fue lanzada como sencillo el 18 de diciembre de 2012 y publicado a la venta en iTunes de Estados Unidos el 21 de diciembre, agradando mucho al público en general y a los fanes de ambos artistas. Posteriormente debido al éxito del sencillo, grabaron el video musical a inicios de marzo de 2013, durante el mismo tiempo en que Ariana Grande también preparaba su primer sencillo oficial.
- El vídeo de la canción Popular Song fue subido en el canal vevo de Mika en YouTube el 29 de abril de 2013 y fue un éxito mundial con más de 1 millón de visitas en un par de horas.

Curiosamente el vídeo Popular song fue lanzado un mes después del lanzamiento del vídeo musical The Way que en poco tiempo lanzó a la fama mundial a la cantante Ariana Grande, por lo cual Mika dijo que no se equivocó al elegir a una joven talentosa y nueva cantante, ya que él cree en la juventud; desde entonces son amigos.

#### Resto de 2013
- En mayo de 2013 Mika lanza el tema Live your life (La canción de los ciudadanos de un lugar llamado mundo) un spot para San Miguel en España, esta canción canta en español e inglés.
- También, en mayo, Mika lanza una línea de ropa diseñada por él mismo, llamada Mika for JBC, para hombre, mujer y niña, y del que se celebraron varios desfiles.
- A mediados del 2013 Mika comentó que nuevamente está estudiando italiano para recordar ciertas palabras ya que fue contratado para ser juez en la versión italiana de X Factor, junto a Simona Ventura, Elio y Morgan que inició en septiembre.
- Es invitado para celebrar los 30 años de la prestigiosa marca de relojes Swatch creando y diseñando 2 relojes para la esa marca. Estos relojes fueron lanzados en septiembre de 2013, Mika presentó sus relojes a los que bautizó, fiel a su estilo: Kukulakuki. Dos creaciones que se caracterizan por sus estampados de estilo tribal inspirados por la pasión de lugares como Marruecos, Túnez, África y Oceanía. Hubo una gran fiesta para presentar los diseños terminados que se encuentran a la venta, además es muy exclusivo, ya que la línea es edición limitada a 999 unidades.
- En octubre de 2013, Mika viajó a Estados Unidos para asistir como invitado al programa "Tonight Show" de Jay Leno y presentar su canción "Popular song" junto a Ariana Grande, luego se presentó en varios programas más de Estados Unidos, junto a la actriz y cantante.
- El 12 de noviembre de 2013, Mika lanza para Italia "Songbook Vol. 1" un disco de recopilación con sus mejores éxitos y recibe el 19 de enero de 2014 disco de platino por este disco en Italia. Luego obtiene Doble Disco de platino por las ventas del disco y es certificado en FIMI "Federación Industrial Musical Italiana".

### 2014 - 2015
- En enero de 2014, Mika es parte de los jueces y entrenador en la versión francesa del programa The Voice "La Voz" y se muda al hotel Bristol de París. Para el cantante no representa problema ya que habla perfectamente el idioma francés.
- El 9 de enero de 2014, Mika concede una entrevista a la revista 'smoda' en donde declara que ha estado escribiendo canciones para su nuevo álbum durante su estadía en Italia y Francia, además indicó «Mi nuevo álbum saldrá a la venta el próximo año. La gente que lo ha escuchado dice que suena a mí cuando era adolescente, cuando tenía 19 años».,
- Mika cuenta con su propia estatua de cera en el muséo Grévin de París, la cual está vestida con el traje original que lució el propio Mika en las audiciones a ciegas en The Voice, y él mismo lo donó añadiendo: "Lo doné porque esos trajes de gamuza no se pueden lavar y ya estaba harto de él porque olía fatal (entre risas) quería librarme de él".
- En abril de 2014 se confirmó que Mika sería de nuevo jurado para la temporada 8 de XFactor 2014 en Italia, temporada que inició en junio. Mika habla italiano y debido a esto el puede desempeñarse bien en la televisión italiana.
- El 10 de mayo se lleva a cabo la final de la temporada de The Voice Francia, ganando Kendji Girac, un participante del equipo de Mika y entrenado por él.
- El 18 de mayo, Mika después de mucho tiempo dio un concierto gratis en Italia en la Piazza del Plebiscito, Nápoles, fue invitado a este evento como parte de un gran show llevado a cabo por la empresa de golosinas "Ferrero" quienes celebraron el aniversario # 50 de Nutella.
- A finales de mayo, Mika colabora con la fundación francesa "Imagine For Margo", que ayuda a niños con cáncer. Fue a las playas de "La Camarga" (Francia) para un pícnic y sesión de fotos junto a los niños que padecen cáncer. Cantó para ellos, jugó con ellos toda la tarde, conversaron y luego fueron a comer a un restaurante cerca del lugar. Mika comentó en varios tuits a sus fanes que fue una experiencia hermosa y que jamás la olvidará.
- A inicios de junio, Mika reveló fotos de lo que sería la portada del primer sencillo que formará parte del nuevo álbum, el primer sencillo llamado "Boum Boum Boum". Mika estuvo grabando el video "Boum Boum Boum" enteramente en Almería, España, y fue finalmente publicado el 7 de julio de 2014 en You Tube y en iTunes. sorprendiendo a todos por las escenas que parecen clips de películas.
- En este mismo mes Mika estuvo en Bélgica grabando un anuncio para la compañía telefónica Mobistar. Luego en septiembre dio un concierto para los clientes de Mobistar Bélgica, esto fue en Bruselas.
- Medios franceses confirman que Mika es por segunda vez entrenador y juez de la nueva temporada de La Voz Francia 2015, las primeras grabaciones iniciaron el mismo mes, para estrenar a inicios de 2015.
- También en noviembre, Mika pone su voz para 3 comerciales de una campaña contra el bullying escolar, de la cadena de televisión Cartoon Network, en Italia.
- El 1 de diciembre en Italia fue lanzado el nuevo comercial para televisión que promociona el nuevo iPhone 6, en el cual actúa Mika y en el cual también se puede escuchar de banda sonora, un poco de una de las nuevas canciones que estarán en su cuarto álbum.
- El 11 de diciembre Mika presentó durante la final de X Factor Italia un nuevo medley entre una de sus canciones más antiguas: "Happy Ending" y una nueva: "Good Guys", la canción fue masterizada en Los Ángeles y hay 47 voces en ella, incluido un coro góspel, el medley fue puesto en iTunes Italia y todas las ganancias de esta canción van donadas a UNICEF. Mika comentó durante una entrevista: "He estado trabajando hasta las 5 am para grabar esta pista, con el fin de ponerla en iTunes de inmediato, porque todas las ganancias de esta canción irán a UNICEF".
- Mika confirma que "Good Guys" será un tema de su cuarto álbum, el cual piensa terminar a mediados de 2015, por lo cual ha pedido a su equipo de Los Ángeles que lleguen a Europa, ya que no quiere viajar a su estudio en Los Ángeles, debido a sus trabajos en Europa.
- Se estrena la cuarta temporada de The Voice Francia el 10 de enero de 2015, con Mika como entrenador junto a Zazie, Jenifer y Morgan.
- En enero MIKA participó en el vídeo JeSuisCharlie de 'Canal plus' en Francia, en el cual muchas personas decían la frase en voz de protesta al atentado contra la revista francesa Charlie Hebdo.
- Los días 10, 11 y 12 de febrero de 2015 se llevan a cabo los conciertos sinfónicos de Mika junto a la Orquesta Sinfónica de Montreal, siendo un éxito y llenando por completo el auditorio. Posterior a los conciertos, Mika se reunió con sus fanes y además él les dejó un pastel de 3 pisos a sus fanes, con forma del diseño creado por su hermana para el póster de este concierto.
- El 24 de marzo, sale un nuevo sencillo de su cuarto álbum, esta nueva canción titulada "Talk About You".
- En marzo, Mika anuncia el lanzamiento de un CD de sus conciertos con la Orquesta Sinfónica de Montreal, para finales de 2015.
- También en marzo de 2015, la editorial italiana Rizzoli, publicó en las redes que Mika está preparando su libro autobiográfico en el cual ha estado trabajando desde 2014.
- A finales de marzo sale una nueva sesión de fotos de Mika con el reconocido fotógrafo Peter Lindbergh, para su cuarto álbum.
- Mika confirma su Tour de Otoño 2015 por Europa.
- A inicios de abril, sale un nuevo vídeo de su canción "Last Party" perteneciente a su cuarto álbum, el vídeo dirigido por Peter Lindbergh. La canción "Last Party" de Mika es un homenaje dedicado al fallecido cantante y líder de Queen, Freddie Mercury.
- El 13 de abril, Mika viajó a Roma para grabar un cameo en la película Zoolander 2, en la cual el cantante interpreta al peluquero del protagonista Ben Stiller.
- El 28 de abril, es liberado el nuevo vídeo musical en You Tube, esta vez de la canción "Talk About You" perteneciente a su cuarto álbum.
- A inicios de mayo, Mika confirma que será nuevamente juez en X Factor Italia, temporada 9, junto a Skin, Fedez y Elio.
- El cantante es portada de la revista Vanity Fair Italia y da una entrevista. El artículo es titulado "No denigrar a los gays que quieren casarse", allí habla acerca de su niñez, juventud, y su carrera musical.
- El 24 de mayo, el cantante llega a Corea de Sur como invitado para cantar en el Seoul Jazz Festival 2015.
- Es liberado en You Tube el vídeo de la canción "Good Guys" perteneciente a su cuarto álbum. Esta canción habla acerca de los chicos gais, los buenos chicos.
- El 15 de junio sale oficialmente su cuarto álbum titulado "No Place In Heaven" física y digitalmente en dos versiones.
- A mediados de junio se confirma que Mika será la voz protagónica de la película 'El Profeta' en la versión francesa "Le Prophète". Película de animación producida por Salma Hayek y basada en el famoso libro de Khalil Gibran.
- A finales de junio es revelado un nuevo vídeo en You Tube, esta vez "Staring At The Sun" de su nuevo cuarto álbum.
- Durante julio se desempeña como juez en X Factor Italia.
- A inicios de septiembre empieza oficialmente el Heaven Tour 2015, su gira perteneciente a su cuarto álbum.
- Durante el mes de octubre se dedica a X Factor Italia y a promocionar su nuevo álbum. También su gira mundial es un éxito llenando todas las ciudades en donde se presenta.
- En noviembre continúa sus conciertos, su regreso ha sido como se lo esperaba, el tradicional Mika, con conciertos lleno de colores y detalles sobre el escenario, además de tener muchos objetos sobre el escenario que le dan ese toque característico de él.

### 2016 - 2017
- A inicios de febrero sale un nuevo vídeo remix de la canción "Hurts" en su canal de You Tube.
- Se estrena la nueva temporada de The Voice, Francia 2016 con Mika como entrenador por tercera vez.
- "No Place in Heaven" se mantiene por varios meses en el top de Europa y varios países de Asia.
- En marzo llega a México para dar una presentación de su nuevo álbum.
- A inicios de abril sale "Sinfonia Pop" DVD, CD y Blu Ray de sus conciertos con la Orquesta Sinfónica de Montreal del 2015.
- La canción "No Place In Heaven", en español "Sin lugar en el Cielo", parte de su cuarto álbum del mismo nombre, habla de su niñez, su vida y sus decisiones. En ella le pregunta a Dios "si lo perdonará por sus pecados y si hay un cielo que lo deje entrar". Esta canción escrita por él, dice que "no sabe a dónde irá cuando muera" y también cuenta "que era considerado desde los 7 años como un "freak" o fenómeno, los amores que tuvo que esconder y lágrimas que ocultar" y que "ahora le pregunta de rodillas si no hay un lugar en el cielo para alguien como él". Le pide que "si lo puede amar de la forma en que él es".
- En abril, Mika y su hermana Yasmine empiezan a trabajar en un nuevo reloj Swatch, que se comercializó en 2016 con el nombre de "Mumu", el cual cuenta con diseños tribales.
- El artista decidió rendir un homenaje a sus fans y al país que lo considera a él como un cantante nacional, ofreciendo un espectáculo único en la capital francesa llamado "París, te amo." Este concierto fue totalmente filmado en Bercy, Arena Accorhotels. Universal y CGR eventos, de acuerdo con Mika, transmitieron el concierto posteriormente en una presentación especial en el cine y posteriormente para todos sus fanes en el mes de noviembre fue también transmitido en la televisión abierta francesa.
- A mediados de mayo finalizó la temporada de The Voice, en donde Mika tuvo presentación especial con los finalistas.
- En mayo de 2016 Como colaborador de la UNHCR-ACNUR Américas, Mika se dirige con un mensaje y vídeo por el Día Mundial de los Refugiados 2016.
- El Festival de Cine de Giffoni de en Italia, el 22 de julio de 2016, le otorga a Mika el premio "BEST TALENT AWARD" por su trabajo artístico.
- En agosto de 2016 se convirtió en el embajador de la Asociación Dislessia en Italia. El cantante ha obtenido este título por su apoyo continuo a los niños disléxicos de este país.
- También se anuncia un nuevo vídeo musical de su canción "Stardust" en colaboración con la cantante Karen Mok. El vídeo oficial fue subido posteriormente.
- Se confirma que será entrenador por cuarta vez en la sexta temporada de "La Voz" Francia, 2017.
- MIKA anuncia su propio programa de entretenimiento llamado "Stasera Casa Mika" para la televisión italiana que fue transmitido durante 4 noches en su primera temporada entre noviembre y diciembre de 2016 por el canal italiano Rai2.
- En diciembre de 2016 el cantante brinda 2 conciertos de su Sinfonía Pop en la Opera de Florencia en Italia.
- Es entrenador por cuarta vez en La Voz Francia (el estreno fue en febrero de 2017)
- En febrero, MIKA estuvo de invitado en el festival italiano SANREMO 2017, en donde a través de lo que él ama, "la música" se dirigió a la audiencia y dio un pequeño pero importante discurso sobre la igualdad y la homofobia. Luego interpretó un mix de sus canciones que llevan el mismo mensaje que él quería.[18]
- Se convierte en imagen de la marca de autos Peugeot y realiza el spot oficial de Mika con el Peugeot 108. llamado "Colorful Technology".[19]
- Es elegido como ganador del premio "Mejor Show Pop Internacional" en el Coca Cola Onstage Awards 2017.
- El 19 de junio, en Italia, MIKA fue premiado en el "Festival Mix Milano" con un premio especial por su "lucha resonante contra la homofobia y constante apoyo a la igualdad". Reconocimiento motivado por los organizadores del Festival para agradecer en nombre del mundo LGBT. Su elección para este premio fue Mika, quien en numerosas ocasiones utiliza palabras sencillas, pero fuertes durante sus discursos y canciones.
- Mika anuncia por Twitter que será entrenador por quinta vez en La Voz Francia 2018.
- En septiembre el cantante estuvo presente en la entrega de premios del prestigioso festival "Rose d’Or" en donde su programa "Stasera Casa Mika" recibió el premio al "Mejor programa de entretenimiento" .
- La segunda temporada de su programa "Stasera Casa Mika" estrena el 24 de octubre de 2017 por el canal de televisión italiana Rai2.

## Arte

### Estilo de vestir
Conocido por su particular estilo y forma de vestir, su famoso look es indefinido y muy ecléctico. Mika usa por lo general pantalones pitillo y chaquetas con camisetas, estilo dandy desaliñado, ya que le gusta la moda y los colores y cuando debe ser elegante lo hace también con los mejores trajes Valentino diseñados exclusivos para él. 
En cuanto alcanzó la fama gracias a su voz y talento, su look captó la atención de quienes lo veían y podían asistir a sus shows, el mundo fashion vio su mensaje, y se convirtió en imagen del diseñador inglés Paul Smith y de la campaña Motorola RED. También diseñadores como Karl Lagerfeld y la marca Valentino diseñan trajes exclusivos para Mika, los cuales usa en los programas de televisión en donde es juez. De igual manera el famoso diseñador de zapatos Christian Louboutin diseñó varios modelos de zapatos especiales para Mika, él declara "Louboutin empezó sus zapatillas deportivas de hombre por mí, porque yo necesitaba unos zapatos con los que pudiese bailar en el escenario".
Con frecuencia, Mika es vestido con trajes exclusivos de la marca Valentino.
Sus shows y giras de conciertos suelen ser muy extravagantes, le agrada llenar de colores, figuras y adornos el escenario; incluso artistas de circo disfrazados son parte de sus presentaciones en vivo. Sobre esto, él comenta "Si todos te dicen que eres medio freak o demasiado raro, entonces hay que seguir el juego y armar un circo a tu alrededor". Sobre el escenario siempre está acompañado de coristas y una banda.

### Estilo musical e influencias
Medios, prensa y fanes llaman a Mika como "El rey de las canciones felices". Él menciona que escribe las letras de sus canciones y compone el ritmo con una combinación de melodías llenas de reflexión y alegría. A Mika no le agrada inspirarse en la tristeza para escribir canciones. Sus canciones son consideradas por muchos como "himnos a la felicidad y alegría", debido a sus ritmos, sonidos y letras, a él le agrada esa idea y lo ha hecho por décadas desde que lanzó su famoso Grace Kelly.
Se lo conoce también por ser uno de los pocos artistas (casi el único) que no ha cambiado su estilo musical y sigue siendo "convencional, tradicional y fiel al pop". Desde su debut en 2006 y hasta la actualidad, el cantante no ha optado por cambiar y "seguir la moda" y hacer temas musicales "con diferentes estilos" como la mayoría de cantantes actuales que colaboran con artistas del rap, reguetón, bachata, etc, Mika continúa interpretando exclusivamente canciones Pop, algo por lo cual sus fanes lo admiran (muestra de esto su cuarto álbum). Debido a esto su popularidad (sobre todo en Europa) sigue intacta al pasar los años.
A esto Mika comenta "Lo mejor del pop, está en las canciones felices. Es muy fácil estar deprimido, pero es muy difícil estar elegantemente contento"
En entrevistas le han mencionado "suele creerse que la mejor música viene de la tristeza…" a lo cual el cantante comenta "Eso es una absurda superstición indie. La mejor música, de Fleetwood Mac a Prince, la espina dorsal del pop, está en las canciones felices. Es muy fácil estar deprimido pero es muy difícil estar elegantemente contento. Elton John lo consiguió, Carole King, Daft Punk, Pharrell Williams (que colaboró en ese disco)… Pharrell, por ejemplo, lo entiende, en parte porque uno de sus héroes era Marvin Gaye, que también tenía ese don.
Su gusto por la ópera, la música clásica, los instrumentos musicales y el pop, se ve reflejado en sus shows, ya que muchas de sus canciones en vivo son interpretadas por el mismo Mika al piano, por lo cual en el escenario de sus conciertos no puede faltar este instrumento. De igual manera, cuando lo requiere y dependiendo de la canción que intérprete tendrá a otras personas tocando diferentes instrumentos, entre ellos: trompetas, violines, arpas, saxofones, flautas y panderetas. Por su pasión por la música clásica y su tipo de voz de barítono, ha llegado a dar conciertos sinfónicos en donde interpreta sus canciones acompañado de completas orquestas sinfónicas, son las llamadas "Sinfonía Pop" y "Mika Sinfónico" durante el 2015 y 2016 junto a las mejores Orquestas Sinfónicas de Montreal, Francia e Italia.
En sus presentaciones suelen ir a verlo artistas como la cantante Nelly Furtado, la actriz Dakota Fanning, la actriz Keira Knightley, Salma Hayek, Kylie Minogue, la actriz y modelo Dita Von Teese, famosos cantantes coreanos como Key del grupo SHINee, la diseñadora top Stella McCartney, entre otros.
Mika declara que ha crecido escuchando de todo, desde Queen, Freddie Mercury, Joan Báez, Bob Dylan, Serge Gainsbourg, Édith Piaf, The Beatles, hasta flamenco y que admira a los grandes compositores como Wagner, Harry Nilsson, Prince, Chris Martin y Elton John.

## Discografía

### Álbumes
- 2007: Life in Cartoon Motion
- 2009: The Boy Who Knew Too Much
- 2012: The Origin of Love
- 2015: No Place In Heaven
- 2019: My Name Is Michael Holbrook
- 2023: Que ta tête fleurisse toujours

### Álbumes en vivo
- 2015: Mika et l'Orchestre symphonique de Montréal (con Orquesta Sinfónica de Montreal)

- 2016: Sinfonia Pop
- 2020: Mika Live At Brooklyn Steel
- 2021: À l'Opéra Royal de Versailles

### Recopilaciones
- 2011: 2 for 1: Life in Cartoon Motion + The Boy Who Knew Too Much
- 2013: Songbook Vol.1

### EP
- 2006: Dodgy Holiday
- 2006: Napster Live session EP
- 2007: HMV Live
- 2007: Live In Cartoon Motion
- 2009: Songs For Sorrow
- 2010: This Is the Sound of: Mika

### DVD
- 2007:Live In Cartoon Motion
- 2008:Live Parc des Princes Paris
- 2016: Sinfonía Pop
- 2017: Mika Love Paris: Live a Bercy

### Sencillos
| Año  | Título                                                   | Mejor posición en listas | Mejor posición en listas | Mejor posición en listas | Mejor posición en listas | Mejor posición en listas | Mejor posición en listas | Mejor posición en listas | Mejor posición en listas | Mejor posición en listas | Mejor posición en listas | Mejor posición en listas | Certificaciones                                                                | Álbum                               |
| Año  | Título                                                   | R.U.                     | AUS                      | CAN                      | FRA                      | ALE                      | IRL                      | ITA                      | HOL                      | NOR                      | SUI                      | EUA                      | Certificaciones                                                                | Álbum                               |
| ---- | -------------------------------------------------------- | ------------------------ | ------------------------ | ------------------------ | ------------------------ | ------------------------ | ------------------------ | ------------------------ | ------------------------ | ------------------------ | ------------------------ | ------------------------ | ------------------------------------------------------------------------------ | ----------------------------------- |
| 2006 | "Relax, Take It Easy"[A]                                 | 1                        | —                        | 15                       | 1                        | 4                        | 8                        | 2                        | 1                        | 2                        | 2                        | —                        | - ITA: Oro                                                                     | Life in Cartoon Motion              |
| 2007 | "Grace Kelly"                                            | 1                        | 2                        | 3                        | 2                        | 4                        | 1                        | 1                        | 4                        | 1                        | 2                        | 57                       | - R.U.: Platino - ALE: Oro - AUS: Platino - EUA: Platino - ITA: Oro - SUI: Oro | Life in Cartoon Motion              |
| 2007 | "Lollipop" [A]                                           | 59                       | —                        | —                        | —                        | 35                       | —                        | —                        | 13                       | 19                       | 58                       | —                        |                                                                                | Life in Cartoon Motion              |
| 2007 | "Love Today"                                             | 6                        | 3                        | 59                       | 5                        | —                        | 13                       | 5                        | 25                       | —                        | 46                       | 92                       | - AUS: Platino                                                                 | Life in Cartoon Motion              |
| 2007 | "Big Girl (You Are Beautiful)"                           | 9                        | 23                       | 86                       | 38                       | 19                       | 9                        | —                        | 4                        | 18                       | 29                       | —                        | - AUS: Oro                                                                     | Life in Cartoon Motion              |
| 2007 | "Happy Ending"                                           | 7                        | 7                        | —                        | 21                       | 28                       | 29                       | 12                       | 10                       | —                        | 10                       | —                        | - R.U.: Plata - AUS: Oro - ITA: Oro                                            | Life in Cartoon Motion              |
| 2007 | "We Are Golden"                                          | 4                        | 10                       | —                        | 19                       | 29                       | 14                       | 3                        | 20                       | 19                       | 11                       | —                        | - ITA: Oro                                                                     | Life in Cartoon Motion              |
| 2009 | "Blame It on the Girls"                                  | 72                       | —                        | —                        | —                        | —                        | —                        | —                        | —                        | —                        | —                        | —                        |                                                                                | The Boy Who Knew Too Much           |
| 2009 | "Rain"                                                   | 72                       | 90                       | —                        | 5                        | 56                       | —                        | 4                        | 24                       | —                        | 28                       | —                        | - ITA: Platino                                                                 | The Boy Who Knew Too Much           |
| 2010 | "Kick Ass (We Are Young)" (Mika vs. RedOne)              | 84                       | —                        | —                        | —                        | 54                       | 8                        | 5                        | —                        | —                        | 56                       | —                        | - ITA: Platino                                                                 | The Boy Who Knew Too Much           |
| 2011 | "Elle me dit" en francés                                 | —                        | —                        | 63                       | 1                        | —                        | —                        | —                        | —                        | —                        | 16                       | —                        |                                                                                | The Origin of Love                  |
| 2012 | "Celebrate" (con Pharrell Williams)                      | —                        | —                        | —                        | 23                       | —                        | —                        | 20                       | 25                       | -                        | —                        | —                        | - ITA: Oro                                                                     | The Origin of Love                  |
| 2012 | "Underwater"                                             | —                        | —                        | —                        | 12                       | —                        | —                        | 14                       | 75                       | —                        | 13                       | —                        |                                                                                | The Origin of Love                  |
| 2012 | "The Origin Of Love"                                     | —                        | —                        | —                        | 136                      | —                        | —                        | —                        | —                        | —                        | —                        | —                        |                                                                                | The Origin of Love                  |
| 2013 | "Popular Song" (con Ariana Grande)                       | 183                      | 71                       | —                        | —                        | —                        | —                        | —                        | 92                       | —                        | —                        | 87                       |                                                                                | The Origin of Love                  |
| 2013 | "Live Your Life"                                         | —                        | —                        | —                        | —                        | —                        | —                        | 2                        | —                        | —                        | —                        | —                        |                                                                                | Songbook Vol. 1                     |
| 2013 | "Stardust"                                               | —                        | —                        | —                        | —                        | —                        | —                        | 1                        | —                        | —                        | —                        | —                        | - ITA: 4× Platino                                                              | Songbook Vol. 1                     |
| 2014 | "Boum Boum Boum" />en francés                            | —                        | —                        | 86                       | 5                        | —                        | —                        | 43                       | —                        | —                        | 62                       | —                        |                                                                                | No Place In Heaven                  |
| 2015 | "Talk About You"                                         | 2                        | —                        | —                        | 3                        | 4                        | 10                       | 2                        | 5                        | 7                        | —                        | —                        |                                                                                | No Place In Heaven                  |
| 2015 | "Last Party"                                             | —                        | —                        | —                        | 66                       | —                        | —                        | 30                       | 22                       | 78                       | —                        | —                        |                                                                                | No Place In Heaven                  |
| 2015 | "Good Guys"                                              | —                        | 58                       | —                        | 31                       | 7                        | —                        | 12                       | —                        | 27                       | 33                       | —                        |                                                                                | No Place In Heaven                  |
| 2015 | "Staring At The Sun"                                     | —                        | —                        | —                        | 15                       | —                        | 23                       | —                        | 33                       | —                        | 11                       | —                        |                                                                                | No Place In Heaven                  |
| 2016 | "Hurts (Remix)"                                          | —                        | —                        | —                        | —                        | —                        | —                        | —                        | —                        | —                        | —                        | —                        | —                                                                              | No Place In Heaven                  |
| 2016 | "Wonderful Christmastime" (con Kylie Minogue)            | —                        | —                        | —                        | —                        | —                        | —                        | —                        | —                        | —                        | —                        | —                        | —                                                                              | Kylie Christmas: Snow Queen Edition |
| 2017 | "It's My House"                                          | —                        | —                        | —                        | —                        | —                        | —                        | —                        | —                        | —                        | —                        | —                        | —                                                                              | My Name Is Michael Holbrook         |
| 2019 | "Sound of an Orchestra"                                  | —                        | —                        | —                        | —                        | —                        | —                        | —                        | —                        | —                        | —                        | —                        | —                                                                              | My Name Is Michael Holbrook         |
| 2019 | "Ice Cream"                                              | —                        | —                        | —                        | —                        | —                        | —                        | —                        | —                        | —                        | —                        | —                        | —                                                                              | My Name Is Michael Holbrook         |
| 2019 | "Tiny Love"                                              |                          |                          |                          |                          |                          |                          |                          |                          |                          |                          |                          |                                                                                | My Name Is Michael Holbrook         |
| 2019 | "Sanremo"                                                |                          |                          |                          |                          |                          |                          |                          |                          |                          |                          |                          |                                                                                | My Name Is Michael Holbrook         |
| 2019 | "Tomorrow"                                               |                          |                          |                          |                          |                          |                          |                          |                          |                          |                          |                          |                                                                                | My Name Is Michael Holbrook         |
| 2020 | "Dear Jealousy"                                          |                          |                          |                          |                          |                          |                          |                          |                          |                          |                          |                          |                                                                                | My Name Is Michael Holbrook         |
| 2020 | "Le cœur Holiday" (con Soprano)                          |                          |                          |                          |                          |                          |                          |                          |                          |                          |                          |                          |                                                                                | Sencillos independientes            |
| 2020 | "Bella d'estate" (con Michele Bravi)                     |                          |                          |                          |                          |                          |                          |                          |                          |                          |                          |                          |                                                                                | Sencillos independientes            |
| 2020 | "Me, Myself" (con Danna Paola)                           |                          |                          |                          |                          |                          |                          |                          |                          |                          |                          |                          |                                                                                | K.O.                                |
| 2020 | "Six heures d'avion nous séparent" (con Pierre Lapointe) |                          |                          |                          |                          |                          |                          |                          |                          |                          |                          |                          |                                                                                | Chansons Hivernales                 |
| 2021 | "It Must Have Been Love" (conDanna Paola)                |                          |                          |                          |                          |                          |                          |                          |                          |                          |                          |                          |                                                                                | Sencillo independiente              |

### Colaboraciones con otros artistas
| Año  | Sencillo                                                                         | Mejor posición en listas | Mejor posición en listas | Mejor posición en listas | Mejor posición en listas | Mejor posición en listas | Mejor posición en listas | Álbum                                 |
| Año  | Sencillo                                                                         | R.U.                     | AUS                      | AUT                      | ALE                      | IRL                      | SUI                      | Álbum                                 |
| ---- | -------------------------------------------------------------------------------- | ------------------------ | ------------------------ | ------------------------ | ------------------------ | ------------------------ | ------------------------ | ------------------------------------- |
| 2010 | "Everybody Hurts" (como parte de Helping Haiti)                                  | 1                        | 28                       | 23                       | 16                       | 1                        | 16                       | Sencillo lanzado con fines benéficos  |
| 2015 | "We are Equal" (con Samuel E. Wright, como parte de la Teletón Colombia de 2015) | —                        | —                        | —                        | —                        | —                        | —                        | Sencillo lanzado con fines benéficos  |
| 2019 | "Youth and Love" (con Jack Savoretti)                                            |                          |                          |                          |                          |                          |                          | Singing To Strangers: Special Edition |
| 2019 | "Danser Entre Hommes" (con Doriand y Philippe Katerine)                          |                          |                          |                          |                          |                          |                          | Portraits                             |

Notas:

- A^ En el Reino Unido, "Relax, Take It Easy" fue su primer lanzamiento en octubre de 2006 y alcanzó el puesto #78, pero fue relanzado en diciembre de 2007 como doble A-side con "Lollipop" ubicándose en el puesto #18. "Lollipop" fue lanzado sólo como descarga y alcanzó por separado, la posición #59.[20]

- La canción "Big girl, you are beautiful" apareció en la serie Betty la fea con la letra "Hey Betty, you are beautiful".
- Mika participó en Les Enfoirés en 2013.
- La canción "Happy Ending" aparece en el anuncio de Pantene.
- La canción "Any other world" aparece en el anuncio del nuevo perfume de Armani "Sì".

## Filmografía
Presentador del Festival de la Canción de Eurovisión
| Edición | Año  | Presentadores                             | Cadena | Ref.   |
| ------- | ---- | ----------------------------------------- | ------ | ------ |
| LXVI    | 2022 | Laura Pausini, Mika y Alessandro Cattelan | RAI    | [ 42 ] |

Cine
- Cadences obstinées (2014), como Lucio
- The Prophet (2015), Mustafa, (voz, versión francesa)[43]

## Premios y nominaciones
| Año  | Premio                  | Categoría                              | Trabajo Nominado               | Resultado |
| ---- | ----------------------- | -------------------------------------- | ------------------------------ | --------- |
| 2007 | BBC                     | Sound of 2007                          | Grace Kelly                    | Ganador   |
| 2007 | World Music Awards      | Más vendido nuevo artista              | Mika                           | Ganador   |
| 2007 | World Music Awards      | Más vendido artista masculino Pop/Rock | Mika                           | Ganador   |
| 2007 | World Music Awards      | Más vendidos artista británico         | Mika                           | Ganador   |
| 2007 | World Music Awards      | Mejor solista                          | Mika                           | Nominado  |
| 2007 | MTV Europe Music Awards | Mejor solista                          | Mika                           | Nominado  |
| 2007 | MTV Europe Music Awards | Mejor canción                          | Grace Kelly                    | Nominado  |
| 2008 | Premios Grammy          | Mejor Grabación Dance                  | Love Today                     | Nominado  |
| 2008 | Brit Awards             | British Breakthrough Act               | Mika                           | Nominado  |
| 2008 | Brit Awards             | British Breakthrough Act               | Mika                           | Ganador   |
| 2008 | Brit Awards             | solista masculino británico            | Mika                           | Nominado  |
| 2008 | Brit Awards             | Simple británico                       | Grace Kelly                    | Nominado  |
| 2008 | MasterCard              | Álbum británico                        | Life in Cartoon Motion         | Nominado  |
| 2008 | Premio Ivor Novello     | Compositor del año                     | Mika                           | Ganador   |
| 2009 | MTV Europe Music Awards | Mejor artista masculino                | Mika                           | Nominado  |
| 2010 | Brit Awards             | Solista masculino británico            | Mika                           | Nominado  |
| 2012 | NRJ Music Awards        | Artista masculino internacional        | Elle me dit                    | Ganador   |
| 2014 | Radio Disney Awards     | Mejor Colaboración                     | Popular Song ft. Ariana Grande | Nominado  |
| 2014 | World Music Awards      | Mejor Artista Masculino                | Mika                           | Nominado  |
| 2014 | World Music Awards      | Mejor Animador                         | Mika                           | Nominado  |
| 2014 | World Music Awards      | Mejor canción                          | Popular Song ft Ariana Grande  | Nominado  |
| 2014 | World Music Awards      | Mejor video                            | Popular Song ft Ariana Grande  | Nominado  |
| 2014 | World Music Awards      | Mejor álbum                            | SongBook Volume 1              | Nominado  |